# Tentato colpo di Stato in Azerbaigian del 1995
Il tentato colpo di stato in Azerbaigian del 1995, noto anche come colpo di stato turco a Baku, è stato un tentato di colpo di stato da parte di membri dell'esercito azero, guidati dal colonnello Rovshan Javadov a capo di un distaccamento dell'Unità Speciale Mobile della Polizia (OPON). Il gruppo mirava a prendere il controllo del paese dal presidente Heydar Aliyev e reinstallare l'ex presidente Abulfaz Elchibey. Il colpo di stato fu sventato quando il presidente turco Süleyman Demirel venne a conoscenza di elementi in Turchia a sostegno del complotto e chiamò Aliyev per avvertirlo. Il 17 marzo 1995, unità delle forze armate azere circondarono il campo degli insorti e lo assalirono, uccidendo il colonnello Javadov. I rapporti in Turchia, in seguito allo scandalo di Susurluk del 1996, elaborarono il sostegno al golpe da parte di elementi in Turchia.

## Eventi
Il 12 dicembre 1994 una squadra di personalità, tra cui Korkut Eken (Organizzazione turca di informazione nazionale, MİT), İbrahim Şahin e Ayhan Çarkın (Dipartimento per le operazioni speciali della polizia turca) e Abdullah Çatlı (killer a contratto), si recarono dalla Turchia all'Azerbaigian per addestrare un'unità di 60 agenti di polizia dell'OMON per il colpo di stato. Furono invitati dal comandante dell'OMON Rovshan Javadov, un disertore del KGB per la CIA, che diresse anche il fallito colpo di stato. Il KGB/ FSB e la CIA seguirono da vicino gli eventi.
Secondo il quotidiano Yeni Şafak, il colpo di stato sarebbe stato diretto dal colonnello turco Necabettin Ergenekon, mentre era presumibilmente il comandante del reggimento della gendarmeria di Adıyaman. Tuttavia, altri giornali riportavano che si ritirò nel 1982 dal Commando di Legge marziale di Adyaman (in turco Adıyaman Sıkıyönetim Komutanlığı). Yeni Şafak affermò anche che Elchibey era imparentato con il generale turco Veli Küçük.
Il colpo di stato fu sventato dopo che il MİT informò il presidente Süleyman Demirel il 10 marzo 1995, il quale chiamò Aliyev per avvertirlo. Il 17 marzo 1995, unità delle forze armate azere circondarono gli insorti nel loro campo e li assalirono, uccidendo Javadov.

## Motivazioni
Secondo un rapporto del MİT del 1996, la prima ministra turca Tansu Çiller diede al ministro Ayvaz Gökdemir, al capo della polizia Mehmet Ağar, İbrahim Şahin e Korkut Eken il via libera per insediare Elçibey come presidente. Elçibey era un alleato ideologico del politico del Movimento nazionalista turco (MHP) Alparslan Türkeş, che nutriva aspirazioni di creare uno stato turco che si estendesse attraverso il Caucaso . Il sostegno di Türkeş al tentato colpo di stato provocò anche una crisi diplomatica tra la Turchia e l'Azerbaigian, e quest'ultimo paese chiese ufficialmente una dichiarazione confutando la sezione del rapporto che trattava del tentato colpo di stato.
Il rapporto Susurluk del 1996 (a seguito dello scandalo di Susurluk) affermò che i principali consiglieri del primo ministro Çiller, Acar Okan e Süleyman Kamil Yüceoral, erano coinvolti nel tentato colpo di stato. Il membro della Commissione Susurluk, Fikri Sağlar, sostenne che lo scopo del colpo di stato era quello di garantire la rotta dei narcotici dall'Afghanistan. Sağlar sottolineò che Yüceoral era stato coinvolto nel pagamento del signore della guerra afghano Rashid Dostum da un fondo nero.
Rapporti di stampa successivi affermarono che la banda di Ergenekon, di cui il generale Veli Küçük fu un sospetto membro, era responsabile del tentato colpo di stato, indicando una relazione tra Susurluk ed Ergenekon.